# André Prokovsky

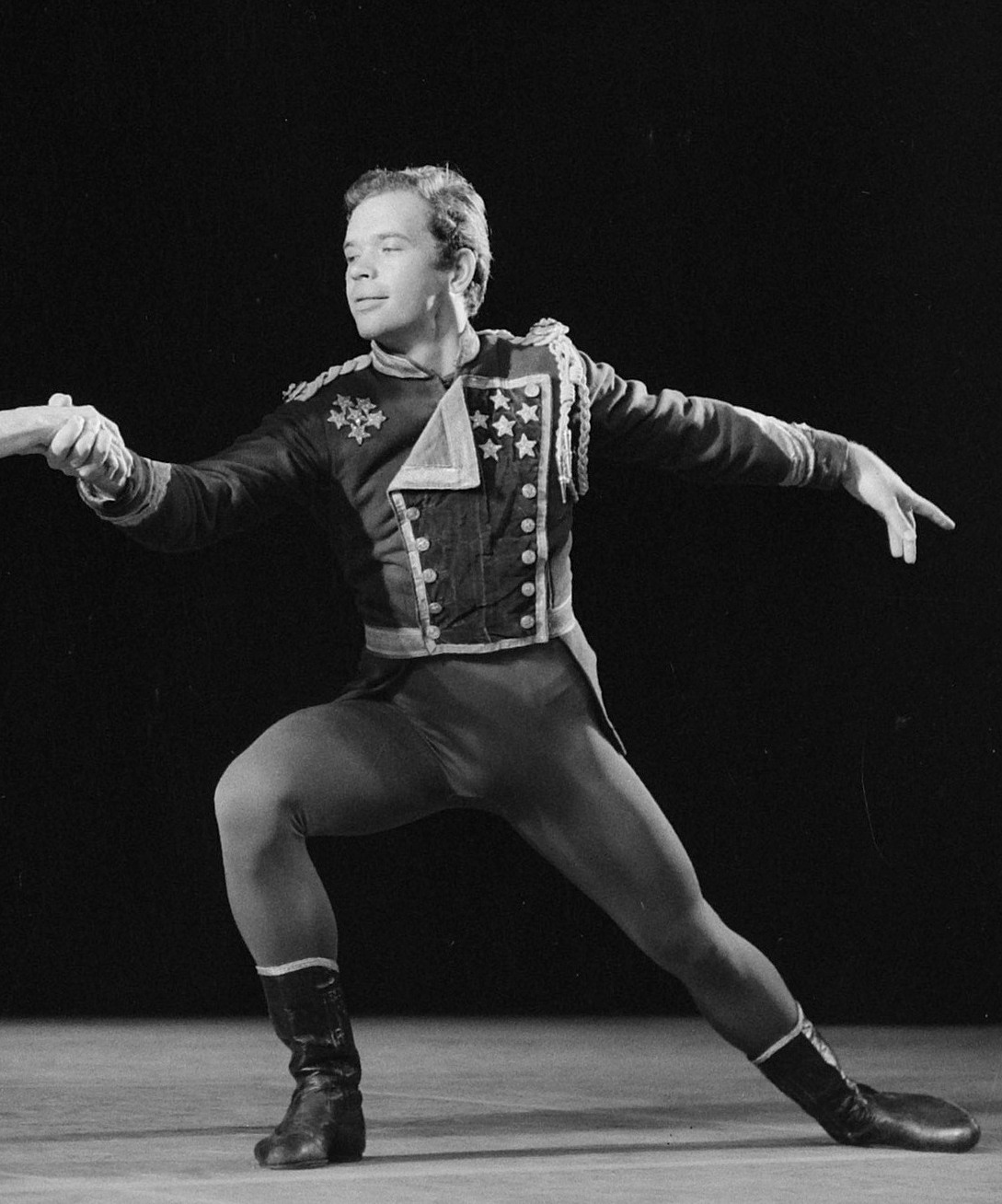
Andre Prokovsky, 1965

André Prokovsky (*13 de enero de 1939, París-†15 de agosto de 2009, Beausoleil) fue un bailarín y coreógrafo ruso.
Nacido en París cambió su apellido de "Porkovsky" a "Prokovsky". Estudió con Lubov Egorova, Nora Kiss y Serge Peretti debutando en la Comedia Francesa en Les amants magnifiques de Moliére. 
Bailó en las compañías de Janine Charrat y Roland Petit, ganó la medalla de plata en el Festival de Moscú y fue invitado por Anton Dolin a integrar el London Festival Ballet donde fue primer bailarín hasta 1960. Luego integró la compañía del Marques de Cuevas.
Entre 1960 y 1963 bailó en el New York City Ballet como "principal dancer" en obras de George Balanchine.
Se casó con la bailarina Galina Samsova y formaron su propia compañía, la New London Ballet.
Coreografió y trabajó luego para el Norwegian National Ballet, London City Ballet, Ballet de Santiago, Pittsburgh Ballet Theatre, Guangzhou Guangdong Ballet, La Scala, Cincinnati Ballet, Louisville Ballet, Maryinsky Theatre, Milwaukee Ballet, Royal New Zealand Ballet, Royal Winnipeg Ballet, Sarasota Ballet, Scottish Ballet, Singapore Dance Theatre, etc.
Entre 1977-80 dirigió el ballet de la Opera de Roma.